# Идущий к реке

Превью, созданное блогером Enjoykin к его видеоклипу «Идущий к реке»

«Иду́щий к реке́» — интернет-мем, представляющий собой четырёхминутный видеомонолог мужчины, идущего по полю и снимающего себя на камеру смартфона. Видео быстро стало вирусным, разошлось на цитаты, мемы, отсылки.

## Происхождение
29 сентября 2015 года на YouTube был опубликован видеоролик «Идущий к реке». На протяжении всего видео автор ролика говорил о смысле жизни и человеческом духе, духовном и материальном, прошлом и будущем (цитата приведена без нецензурной лексики):
Да мне всё равно на тебя, слушай. Какая у тебя там тачка, квартиры, яхты, всё. Мне всё равно, там, хоть «Бэнтли», хоть «Майбах», хоть «Роллс-Ройс», хоть «Бугатти», хоть стометровая яхта. Мне на это всё равно, понимаешь? Сколько ты там, кого имеешь, каких баб, каких вот этих самок шикарных или атласных, в космос ты летишь, мне на это всё равно, понимаешь?
Я в своём познании настолько преисполнился, что я как будто бы уже сто триллионов миллиардов лет проживаю на триллионах и триллионах таких же планет, понимаешь, как эта Земля. Мне уже этот мир абсолютно понятен, и я здесь ищу только одного: покоя, умиротворения и вот этой гармонии от слияния с бесконечно вечным. <...>
Видеоролик «Идущий к реке» снял Сергей Симаков, который с 2012 года ведёт канал «Серж Дур-Дачник». Популярным он стал сразу после выхода «Идущего к реке». Сергей Симаков записал видеоролик, идя вдоль реки Кубань в районе станицы Марьянской. По его словам, в тот день он прошёл порядка 70—80 км. Симаков вышел утром, а к вечеру изложил свой монолог на камеру.
По данным Google Trends, пик популярности мема пришёлся на август 2019 года.

## Идея
В одном из интервью Сергей Симаков заявил, что триггером видео был человек, который в своё время хвастался ему деньгами и возможностями их заработать. В других интервью он говорит, что это был диалог с самим с собой:
Оно адресовано самому по себе, своему эго. Это разговор освободившегося от эго существа, идущего к реке, к той алчной стороне, которая желает поработить и сожрать весь мир, заработать все деньги. Это триумф свободы и взлёт в бесконечность. Воспевание свободы. С другой стороны, это типичное оправдание своей ничтожности. Показатель моей слабости. Монолог показывает, что я хочу денег, девушек, яхты – но не могу этого добиться. Потому что конченый слабак и конченая срань. Я расписался в своей ничтожности.
В мае 2019 года автор мема подробно рассказал о том, сколько он вложил в оригинальное видео. Для него монолог — это «триумф освобождения от всего земного» и серия тем, которые «будоражат каждого». Дур-Дачник, однако, отметил, что эмоциональная тирада во время похода к реке — это осознание собственной ничтожности: «Хотел бы я кончать с иллюминатора, самолёты, тёлки, яхты. Но дурак, слабак и трус».

## Популярность
На протяжении нескольких лет видео «Идущий к реке» разошлось на цитаты, мемы, пародии, копипасты и отсылки. В декабре 2015 года, через несколько месяцев после выхода оригинального видео, блогер-музыкант Enjoykin опубликовал пародию на «Идущего к реке» на своём YouTube-канале. В его варианте была исполнена песня из цитат Дур-Дачника о человеке, который «идёт, как глубокий старец, узревший вечное, любоваться осенним закатом на берегу», при этом Enjoykin не использовал мат автора видеоролика. Многие пользователи познакомились с творчеством Симакова, посмотрев именно данный видеоклип.
В декабре 2018 года в сеть просочились неизданные треки рэпера ATL. Один из них называется «Идущий к реке» — явная отсылка к клипу Сержа Дур-Дачника.
В марте 2019 года был опубликован видеоролик с монологом Сержа Дур-Дачника к саундтреку фильма «Интерстеллар», где герой актёра Мэтью Макконахи смотрит на экран и плачет. Музыка в картине о космосе, как отмечает обозреватель интернет-издания TJ Евгений Кузьмин, «идеально подходит под монолог про „триллионы и триллионы таких же планет“».
В августе 2019 года участник рэп-баттла Хип-Хоп Одинокой Старухи вместо раунда на площадке RBL прочитал почти весь монолог героя интернет-мема.
19 сентября 2019 года на канале Сергея Симакова появилось видео, очень напоминающее оригинальный ролик «Идущий к реке». Серж Дур-Дачник идёт по той же дороге, в той же одежде и так же разговаривает на камеру, однако вместо философского монолога он рекламирует корпоративный мессенджер Involta Messenger.
28 марта 2020 года был опубликован видеоролик, в котором показанный практически фотореалистичный пейзаж, созданный с помощью игры-конструктора Dreams, в Интернете его сразу же прозвали «симулятором идущего к реке». В комментариях к видео некоторые пользователи сомневались, что сцена была в действительности в Dreams на PlayStation 4. Автор утверждает, что проделал огромную работу по освещению, чтобы графика выглядела реалистично.
1 июля 2020 года был опубликован дипфейк, где лицо Сержа Дур-Дачника заменил генеральный директор Роскосмоса Дмитрий Рогозин. Автор ролика прокомментировал свою работу следующим образом: «Давний конфликт между Дмитрием Рогозиным и Илоном Маском не заканчивается. И вот опять Рогозин не упустил шанс ответить Маску на слова про батут. И пусть это всего лишь DeepFake, зато весело)».
В спектакле «Улитка на склоне», поставленном Петром Шерешевским в Московском ТЮЗе в 2025 году, используется песня, основанная на монологе из интернет-мема.

## Оценки
Различные издания называли мем «Идущий к реке» «классикой русской интернет-культуры», «самым философским мемом Рунета» и «дзен-иконой русскоязычного YouTube».
Как отмечает обозреватель интернет-издания TJ Евгений Кузьмин, у Сержа Дур-Дачника получилась «причудливая смесь из рассуждений о вечном, пожеланий „на лучших самолётах летать и кончать прямо с иллюминатора“ и фраз вроде „тачки-срачки“ и „пи***й-бороздуй“. Но без сторонней помощи монолог вряд ли бы стал настолько культовым».
Редактор веб-сайта Комсомольской правды Юлия Чубакова отмечает, что «герой поразил зрителей не только глубокими, преисполненными мыслями, но ещё и богатым словарным запасом, наполненным сложными лексическими конструкциями. В большинстве своём это ненормативная лексика, конечно же».